# Siri Granfeldt
Siri Granfeldt född Eriksson 12 juni 1934 i Säffle, död 6 februari 1994 i Forshaga var en svensk målare, tecknare och silversmed. Hon var barnbarn till bildhuggaren Ola Eriksson i Nytomta. 
Granfeldt studerade vid Konstfackskolan i Stockholm, London County Council School of Arts and Crafts och vid Gerlesborgsskolan i Bohuslän samt privata studier för Maja Sjöberg och Paavo Kerovaara. Hon har ställt ut separat i Karlstad, Säffle och Göteborg sedan 1972 och hon har medverkat i Värmlands konstförenings Höstsalonger på Värmlands museum, Arvika Konsthalls höstutställningar och i Konstfrämjandets vandringsutställningar. 
Bland hennes offentliga arbeten märks utsmyckning för Forshaga Apotek.
Hennes konst består av akvareller från Lofoten samt illustrationer i ett flertal böcker.
Granfeldt är representerad vid Statens konstråd, Värmlands läns landsting, Karlstad kommun, Forshaga, Årjäng, Arvika, Säffle, Sunne och Hagfors kommuners konstsamlingar.